# Hero de Groot
Hero de Groot was een Nederlands hout- en metaalbewerkingsbedrijf dat in 1905 gevestigd werd te Bodegraven en gespecialiseerd was in technische houtwaren voor de zuivel- en chemische industrie, en na 1950 zich ontwikkelde tot producent van grootkeukengerei.

## Oorsprong
In 1905 nam ing. Hero Berend Struivig de Groot (1879-1963) het sinds circa 1885 bestaande houtbewerkingsbedrijf van de Gebr. (1889: D.) Spoor over. Het bedrijf van Spoor, gevestigd te midden van een zuivelgebied, was gespecialiseerd in houtwaren voor de kaas- en boterbereiding m.n. op de boerderij als room-, wring- en karntonnen en kaasvaten en daarmee samenhangend ook een hondenmolen voor de aandrijving. De Groot verbreedde het productiepakket. Het bedrijf groeide en werd in 1908 omgezet in een nv en verhuisde van de Dammekant naar de Willemstraat, het voormalig onderkomen van zaadhandel Turkenburg. In 1910 verrees een fabriekshal voor de vervaardiging van grote kuipen (van 30.000 tot 180.000 liter). 

## Verbreding en groei
In 1912 trad Hero de Groot om gezondheidsredenen terug en werd opgevolgd door zijn broer Herman en E. de Stuers. Onder hun directie groeide de onderneming verder. In 1916 verrees een ketelhuis met een elektriciteitscentrale en een nieuwe fabriekshal. Men ging ook werktuigen maken en verbreedde het productiegamma tot technische houtwaren, ook voor de chemische industrie. Hout bleef het uitgangspunt, en in 1929 werd een grote houtopslagplaats gerealiseerd, naast een smederij en timmerwinkel. In de jaren dertig had Hero de Groot de vertegenwoordiging van het Duitse Linde voor koelapparatuur en vervaardigde men ook koelvitrines. Midden jaren dertig werkten er een 50 personen. Directeur Herman de Groot werd na zijn dood, in 1936, opgevolgd door bedrijfsleider P.J. Snoep.

## Omschakeling
Bij het 50-jarig bestaan, in 1955, maakten de circa 75 werknemers vaten voor leerlooierijen, zuivel-, inkt-, textiel- en azijnfabrieken en voor chemische wasserijen. Daarnaast was er sinds 1950 een afdeling grootkeukengerei waaraan de verwerking van roestvrij staal en later aluminium ten grondslag lag. Hiervoor had men een bestaand bedrijf te Friesland overgenomen waarvan het personeel (12 man) naar Bodegraven overkwam om daar de nieuwe technieken te introduceren. De Groot groeide uit met rvs en aluminiumbewerking als basis, ook voor de kookketels, verfbakken enz. Het was met ruim 140 personeelsleden begin jaren zeventig een middelgrote onderneming, met afdelingen koeltechniek en tank- en apparatenbouw. Er was in 1973 interesse van de Britse investeerder Darthmouth Investments maar uiteindelijk ging de overname niet door. Op zijn beurt nam De Groot in 1974 Jordense en in 1978 de rvs-afdeling van Netam-Fruehauf te Leek (met 30 personeelsleden) over. Uiteindelijk bleef de afdeling grootkeukentechniek met dito toestellen en -inrichting over.
In 1980 kocht de gemeente de opstallen in het centrum voor f 1,5 miljoen en verhuisde De Groot naar het industrieterrein in de Broekvelden. In 1992 verwierf Elro Werke te Bremgarten een meerderheidsbelang in het bedrijf waarvan de personeelsbezetting inmiddels teruggelopen was tot ruim 50.

## Bijzonderheden
In de jaren twintig vervaardigde De Groot kleinmeubelen en gebruiksvoorwerpen van mahoniehout naar ontwerp van sierkunstenaars als C. de Lorm: kluwendozen, bijzettafels, lampenvoeten, kandelaars en rookstellen.